# Conceição e Cabanas de Tavira
Conceição e Cabanas de Tavira (llamada oficialmente União das Freguesias de Conceição e Cabanas de Tavira) es una freguesia portuguesa del municipio de Tavira, distrito de Faro.

## Historia
Fue creada el 28 de enero de 2013 en aplicación de una resolución de la Asamblea de la República de Portugal promulgada el 16 de enero de 2013 con la unión de las freguesias de Cabanas de Tavira y Conceição, pasando su sede a estar situada en la antigua freguesia de Conceição.

## Demografía
| Gráfica de evolución demográfica de Conceição e Cabanas de Tavira entre 2011 y 2021 |
|                                                                                     |
| Datos según el nomenclátor publicado por el INE portugués.                          |